# 고마가쿠
고마가쿠(일본어: 高麗楽 고려악[*])는 한국으로부터 일본에 전해진 가가쿠(雅樂)의 일종이다.

## 역사
「고마가쿠」(高麗楽)라는 단어 자체가 등장하는 것은 《일본서기》(日本書紀) 덴무 천황(天武天皇) 12년(683년) 1월조에 "이 날, 오하리다노마히(小墾田儛) 및 고마(高麗, 고려), 구다라(百済, 백제), 시라기(新羅, 신라) 세 나라의 우타마히(楽)를 뜰에서 연주하였다."는 기록이다.
악사의 수는 직원령(職員令)17에는 네 명, 《영집해》(令集解)에 인용되어 있는 아악대속미상정족설(雅楽大属尾張浄足説)에는 무사(儛師) ・ 산악사(散楽師) ・ 공후사(箜篌師) 각 한 명으로 모두 세 명이라고 되어 있고, 다이토(大同) 4년(809년) 3월의 격(格)에는 횡적사(横笛師) ・ 공후사 ・ 막목사(莫目師) ・ 무사 이렇게 네 명이 되었다. 그 뒤 사이코(斉衡) 2년(855년) 8월 21일 태정관부(太政官符)에서는 오절무사(五節儛師)를 빼고 고려고사(高麗鼓師)를 두게 하였다.
《속일본기》(続日本紀)에 따르면 덴표(天平) 3년(731년) 6월에 「아악료(雅楽寮)의 잡악생(雑楽生)의 인원을 정하였다」고 되어 있고, 이로부터 악생(楽生)의 수가 결정되었다. 그에 따르면 고마가쿠는 8인이었으나 요로령(養老令)에서는 20명이 되어 있다. 그 내역은 가쇼(嘉祥) 원년(848년) 9월의 격에서는 횡적생(横笛生) 네 명, 막모생(莫牟生) 두 명, 공후생(箜篌生) 세 명, 무생(儛生) 여섯 명, 고생(鼓生) 네 명, 농창생(弄槍生) 두 명으로 이루어졌다. 그 해에 이들 가운데 무생 두 명을 빼고 정원이 열여덟 명이 되었다. 또한 덴표 15년(743년) 7월 13일에 고마가쿠닌 공문(高麗楽人貢文)에는 「高麗楽人合廿五人〈一人官人、二人師〉」으로 기록되어 있다.
이보다 전인 덴표 13년(741년) 7월에 쇼무 천황(聖武天皇)은 구니(恭仁)의 새 궁에서 연회를 열었는데 여악(女楽)과 고마가쿠를 연주하게 하였다. 이는 야마시로국(山背国)에 살고 있던 고구려계 도래인들에 의해 공연되었을 것으로 여겨지고 있다.
헤이안 시대(平安時代)에는 구다라가쿠(百済楽) ・ 시라기가쿠(新羅楽) 등을 통합하여 좌방(左方)의 도가쿠(唐楽)에 대비해 우방(右方)의 고마가쿠로 형성되었고, 오늘날까지 이르고 있다. 가쇼 원년(848년) 9월의 격에서 백제악 ・ 신라악의 악생이 대폭 감소되었던 것과는 달리 고려악의 악생은 감소되지 않았던 것은 좌우 양부제의 형성과도 관계가 있는 것으로 생각되고 있다.

## 구성
고마부에(高麗笛) · 히치리키에 산노쓰즈미(三鼓) · 쇼우코(鉦鼓) · 다이코(太鼓)를 쓴다. 고마가쿠에는 고마 이치고쓰죠(高麗壹越調), 고마효오죠(高麗平調), 고마 소오죠의 세 가지를 쓰는데, 고마 효오죠 등 고마가쿠에 쓰이는 조(調)는 도가쿠에 쓰이는 것보다 장 2도가 높다. 고마가쿠의 박자에는 요효오시(四拍子－8박이 1마디를 이루고 4마디가 한 장단을 이룬다)와 아게효오시(揚拍子－4박이 1마디를 이루고, 2마디가 한 장단을 이룬다), 가라효오시(唐拍子－4박이 1마디를 이루고 2마디 첫박에 북을 친다)의 세 가지가 있다. 고마가쿠는 도오가쿠처럼 라이(來－장고의 굴림채에 해당)를 쓰지 않고 부점(附點)의 리듬을 가진 것이 특이하다. 고마가쿠의 고악보(古樂譜)는 《산고요오로쿠》(三五要錄)와 《진치요오로쿠》(仁智要錄)에 기록되어 있다.
부가쿠(일본어: 舞楽)는 반드시 당악(우방)과 고려악(좌방)의 두 부를 이루어 한 곡씩 교차로 연주하는 관례가 있는데, 당악과 고려악을 차이는 악기 사용에서 두드러진다. 당악에서 횡적(橫笛), 생(笙), 필률(篳篥), 일고(一鼓) 또는 갈고(羯鼓)이 사용되는 반면, 고려악에서는 고려적(高麗笛), 삼고(三鼓)가 사용되며 생(笙)은 포함되지 않는다. 고려악에서 생(笙) 사용되지 못하는 이유는 고려악에서 사용되는 고려적이 당악의 횡적보다 2율(서양 음악에서 말하는 1음)씩 높기 때문이다. 따라서 음명 또한 당악보다 2율 높게 설정되어 있다. 예컨대 당악의 평조(平調)는 고려악의 고려일월조(高麗壹越調)이며, 하무(下無)는 고려평조(高麗平調), 황종(黃鐘)은 고려쌍조(高麗雙調)에 대응된다.

## 같이 보기
- 도오가쿠
- 일본의 전통 음악